# Bikini de piel de Raquel Welch

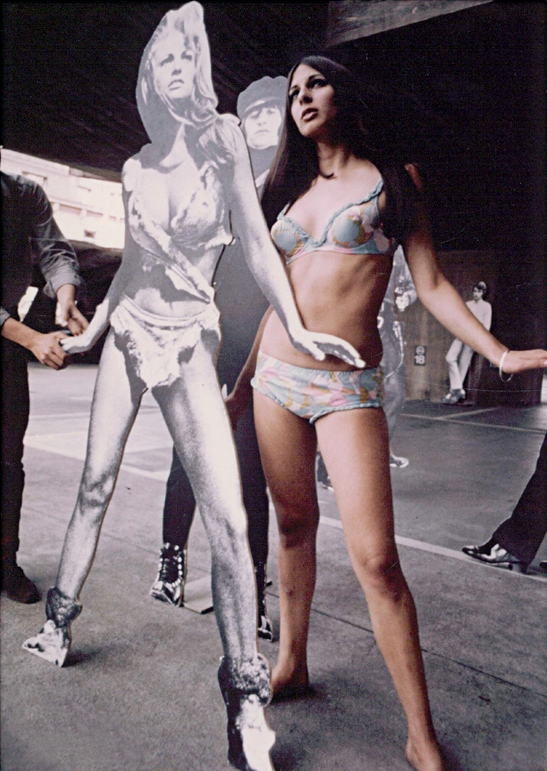
Cartel publicitario con la silueta de Welch en Hace un millón de años, 1969.

El bikini de piel de Raquel Welch fue llevado por la actriz Raquel Welch en la película "prehistórica" Hace un millón de años. Descrita como "llevando el primer bikini de la humanidad" su pose con la prenda es considerada una de las imágenes icónicas de los años 1960.

## Publicidad
Una fotografía promocional de ella con el bikini se convirtió en un póster éxito de ventas convirtiéndola al instante en chica pin-up y sex simbol principal de la época. La pose icónica de Welch fue tomada por el fotógrafo de unidad como Welch recordó en una entrevista en 2012. Fue utilizada por el artista Tom Chantrell para crear el cartel de la película que promocionaba su estreno en los cines, donde Welch en su bikini de piel aparece junto al título de la película en grandes letras rojas delineadas en negro ante un árido paisaje poblado de dinosaurios. Las fotos promocionales de Welch con el bikini de piel se convirtieron en las más buscadas desde la de Betty Grable tomada por Frank Powolny en 1943, la cual recibió 50,000 pedidos al mes de soldados estadounidenses durante la Segunda Guerra Mundial. Una de estas fotos publicitarias con el bikini de piel la mostraba sobre una cruz de madera. La foto tomada por Terry O'Neill fue considerada demasiado escandalosa y fue suprimida, hasta que fue publicada treinta años más tarde por la revista Sunday Times Magazine.

## Producción
Hammer Productions originalmente ofreció el papel de Loana a Ursula Andress, que cuatro años antes también había causado sensación saliendo del mar con un bikini blanco en Dr. No, la primera película de la saga Bond. Cuando Andress renunció al proyecto debido a compromisos y demandas de salario, la búsqueda de sustituta resultó en la selección de Welch. Welch, que acababa de terminar Viaje Alucinante bajo un contrato con 20th Century Fox y promocionada como la Ursula Andress estadounidense, fue prestada a la Hammer británica. En una entrevista de 2012 dijo que no quería llevar el biquini de piel. Creía que era un "destino peor que la muerte". Rechazó una oferta de 500,000.00 dólares por participar en una secuela de la película.
El bikini fue diseñado por Carl Toms, un diseñador de vestuario teatral galardonado (Premio Tony, 1975) que también diseñó para nueve películas, la mayoría de Hammer. Dijo, "Carl me cubrió con una piel de ciervo, y yo me quedé allí mientras él trabajaba en ello con unas tijeras". Declaró en otra entrevista en 2012 que se confeccionaron tres bikinis, dos para una escena mojada en el mar y uno para una escena de lucha. Creado como una especie de pieza de moda de la Edad de Piedra, era un ingenioso bikini de piel cortada y con tirantes. A veces como estrategia publicitaria se decía que la piel era de león. Toms recordó, "Para Hace un millón de años diseñé un bikini de piel para Raquel Welch. Tenía un cuerpo tan perfecto que tomé una piel de ciervo muy suave, la extendimos sobre ella y la atamos con tiras". El personaje de Loana aparece con el cabello bien arreglado, depilada y con botines de piel. En la versión de 1940 de la película, Carole Landis había llevado un bañador de cuero suave con los bordes cortados irregularmente.

## Recepción
The New York Times la elogió en su reseña de la película (estrenada en Reino Unido en 1966 y en los EE. UU. en 1967), "Un maravilloso monumento que respira a la mujer". Un autor dijo, "A pesar de que solo tiene tres líneas en la película, su deliciosa figura en bikini de piel la hizo una estrella y la chica de los sueños de millones de jóvenes cinéfilos". La audiencia europea estaba también encantada, apareciendo a lo largo de 1967 en las portadas de más de 90 revistas europeas. En 2011, Time incluyó el bikini de Welch en el "Top ten de bikinis en la cultura pop". El bikini de piel fue votado el más icónico, seguido del bikini blanco de Ursula Andress en una encuesta conducida por Swimwear365 entre 2,000 mujeres.

## Legado
Según Filmfacts Journal, Hace un millón de años dio inicio a "una cuota familiar de estrellas voluptuosas a punto de estallar sus bikinis de piel animal" en películas de fantasiosa ambientación prehistórica. El bikini fue modificado por Celeste Yarnall para ser reutilizado en Eve (1968). Hammer intentó emular su gran éxito en las posteriores Slave Girls (1967) con la coprotagonista de Welch en Hace un millón de años Martine Beswick, Cuando los dinosaurios dominaban la tierra (1970) con Victoria Vetri, y Criaturas olvidadas del mundo (1971) con Julie Ege. Pero la figura en bikini de piel original de Raquel Welch permaneció como el mayor éxito de Hammer. Toms fue también el diseñador de vestuario de Slave Girls y Cuando los dinosaurios dominaban la tierra. En 1970, una parodia del bikini, llevada por Valerie Leon, apareció en la película paródica Carry On Up the Jungle.
En la serie televisiva de animación Dungeons & Dragons Diana la acróbata lleva un bikini de piel inspirado en el de Loana al igual que el taparrabos de Bobby el Bárbaro.
En 2001-2002, Jennifer O’Dell llevó un bikini de piel tipo taparrabos parecido al de Welch interpretando a una chica de la selva llamada Veronica en el programa televisivo Sir Arthur Conan Doyle's The Lost World. Los conjuntos de piel lucidos por las Destiny's Child en el videoclip de la canción Survivor se inspiran en el bikini de Welch. El bikini de piel lucido por Barbara Bach en El cavernícola (1981), una sátira de este tipo de películas, es una versión más reveladora del modelo de Welch.
El icónico cartel publicitario es un elemento central de la historia en la película The Shawshank Redemption.